# Faust (Spohr)
Faust ist eine Oper des deutschen Komponisten Louis Spohr. Das Libretto von Joseph Carl Bernard nimmt die Legende von Faust auf. Es wurde nicht durch Goethes Faust beeinflusst, dessen  erster Teil im Jahr 1808 erschien. Stattdessen bezieht sich Carl Bernards Libretto im Wesentlichen auf ein Bühnenstück und Gedicht von Friedrich Maximilian Klinger und Heinrich von Kleist. Spohrs Faust gilt als ein wichtiges Werk in der Geschichte der deutschsprachigen Oper, das allerdings nur sehr selten aufgeführt wird.

## Handlung
Faust kann sich nicht zwischen seiner Liebe zu dem jungen Röschen und Kunigunde, der Verlobten von Graf Hugo, entscheiden. Er schließt mit dem Teufel Mephistopheles einen Vertrag, der es ihm ermöglicht, Kunigunde vor den Nachstellungen des bösen Ritters Gulf zu bewahren. Faust erhält aus den Händen der Hexe Sycorax einen Liebestrank, den er Kunigunde während ihrer Hochzeit unter einem Vorwand reicht. Graf Hugo, erzürnt von dem plötzlichen Sinneswandel seiner Braut, fordert Faust zum Duell. Faust tötet ihn und flieht mit Kunigunde. Als Röschen, Fausts erste Liebe, von der Untreue erfährt, geht sie aus Verzweiflung ins Wasser. Mephistopheles fährt mit Faust zur Hölle.

## Werkgeschichte
Spohr hatte seine Stellung am Hof zu Gotha aufgegeben und war nach Wien übergesiedelt, wo er am vor kurzer Zeit von Graf Ferdinand Pálffy von Erdöd erworbenen Theater an der Wien tätig wurde. Er komponierte das Werk in weniger als vier Monaten von Mai bis September 1813, aber er konnte sich mit Graf Palffy nicht auf eine Erstaufführung in Wien verständigen. Er nahm privat Verbindung mit Giacomo Meyerbeer auf, dem er das Manuskript vorlegte. Meyerbeer spielte und Spohr sang, die Stellen, die nicht in seiner Stimmlage waren, pfiff er. Erst als Carl Maria von Weber Kenntnis von dem Stück gewann, gelangte es unter Webers Leitung am Ständetheater in Prag am 1. September 1816 zur Uraufführung. Die Erstaufführung in Berlin leitete Meyerbeer mit Johann Nepomuk Schelble in der Rolle des Faust sowie Therese Grünbaum als Kunigunde.
Nach dem ursprünglichen Manuskript war Faust eigentlich ein Singspiel in zwei Akten. Erst 1851 wandelte Spohr die gesprochenen Dialoge zu Rezitativen und brachte Faust damit in die Form einer großen Oper mit drei Akten. Diese Version gelangte in ihrer italienischen Übersetzung im Londoner Covent Garden am 15. Juli 1852 am Royal Opera House zur Erstaufführung. Nach 1931 wurde Faust in der Ursprungsversion von 1816 erstmals 1993 wieder am Theater Bielefeld unter der musikalischen Leitung von Geoffrey Moull und der Regie von Matthias Oldag gespielt. Neben acht Aufführungen wurde sie auch für das Plattenlabel Classic Produktion Osnabrück aufgezeichnet. Seit April 2010 ist das Stück im Spielplan der Landesbühnen Sachsen.

## Aufnahmen
- Faust: Bo Skovhus, Franz Hawlata, Robert Swensen, Hillevi Martinpelto, Südfunkchor Stuttgart, Rundfunkorchester des SWF Kaiserslautern, Musikalische Leitung: Klaus Arp; capriccio 60 049-2, 1993
- Faust: Michael Vier, Eelco von Jordis, William Pugh, Diane Jennings, Ion Bric, Claudia Taha; Chor der Oper Bielefeld, Bielefelder Philharmoniker, Musikalische Leitung: Geoffrey Moull; cpo 999 247-2, 1993[5]